# الیر سانچس
الیر سانچس (اسپانیایی: Elier Sánchez‎؛ زادهٔ ۴ اکتبر ۱۹۸۶) بازیکن بیسبال اهل کوبا است.